# Jiří Vícha
Jiří Vícha (Starý Plzenec, 7 de noviembre de 1931 - Praga, 14 de enero de 2013) fue un jugador de balonmano checo que jugó de portero. Fue un componente de la Selección de balonmano de Checoslovaquia.
Con la selección ganó la medalla de plata en el Campeonato Mundial de Balonmano Masculino de 1958 y en el Campeonato Mundial de Balonmano Masculino de 1961, y las medallas de bronce en el Campeonato Mundial de Balonmano Masculino de 1954 y en el Campeonato Mundial de Balonmano Masculino de 1964.
También fue entrenador, entrenando a la selección nacional entre 1989 y 1991.